# Алфред Вегенер
Алфред Лотар Вегенер (на немски: Alfred Lothar Wegener) е немски полярен изследовател, геофизик и метеоролог, създател на теорията за континентален дрейф, която днес е част от теорията за тектоника на плочите.

## Биография
Роден е на 1 ноември 1880 година в Берлин, Германия. Първоначално Вегенер получава образование като астроном (докторат, Берлински университет, 1905). Той се интересува от новата научна дисциплина метеорология и като балонист въвежда употребата на метеорологични балони, за да отчита въздушните колебания. Неговите лекции се превръщат в стандартен учебник по метеорология, „Термодинамиката на атмосферата“. През 1915 г. публикува теорията си за дрейфа на континентите, която е отхвърлена от геоложката общественост и възприета и научно потвърдена едва през 60-те години.
Вегенер участва в четири експедиции в Гренландия, сред целите на които е изучаването на полярната циркулация на въздуха, когато било спорно съществуването на въздушни течения. По време на последната експедиция умира на неуточнена дата (около 16 ноември 1930 г.) по време на 400-километров преход. Едва на 12 май 1931 г. сред ледовете е открито тялото му в старателно направен от гренландския му спътник гроб. Причина за смъртта се смята сърдечна недостатъчност в резултат на пренатоварване. Инуитът, който го е погребал, така и не е открит.